# Бахреин на Светском првенству у атлетици у дворани 2016.
Бахреин је на 16. Светском првенству у атлетици у дворани 2016. одржаном у Портланду од 17. до 20. марта учествовао тринаести пут. Репрезентацију Бахреина представљала је 1 такмичарка која се такмичила у трци на 400 метара.,
На овом првенству Бахреин је по броју освојених медаља дели 10. место са једном освојеном медаљом (злато). У табели успешности према броју и пласману такмичара који су учествовали у финалним такмичењима (првих 8 такмичара) Бахреин је са 1 учесником у финалу делио 26. место са 8 бодова.
| Плас. | Земља   | 1. место | 2. место | 3. место | 4. место | 5. место | 6. место | 7. место | 8. место | Бр. финал. | Бод. |
| ----- | ------- | -------- | -------- | -------- | -------- | -------- | -------- | -------- | -------- | ---------- | ---- |
| =26.  | Бахреин | 1        | 0        | 0        | 0        | 0        | 0        | 0        | 0        | 1          | 8    |

## Учесници
Жене:
- Олувакеми Адекоја — 400 м

## Освајачи медаља (1)

### Злато (1)
- Олувакеми Адекоја — 400 м

## Резултати

### Жене
| Атлетичарка       | Дисциплина | Лични рекорд | Квалификације | Квалификације | Полуфинале            | Полуфинале | Финале                | Финале | Детаљи |
| Атлетичарка       | Дисциплина | Лични рекорд | Резултат      | Место         | Резултат              | Место      | Резултат              | Место  | Детаљи |
| ----------------- | ---------- | ------------ | ------------- | ------------- | --------------------- | ---------- | --------------------- | ------ | ------ |
| Олувакеми Адекоја | 400 м      | 51,67        | 52,27 КВ      | 1. у гр. 1    | 51,47 КВ, АЗР, НР, ЛР | 1. у гр. 2 | 51,45 КВ, АЗР, НР, ЛР |        |        |